# Laitse
Laitse (tyska: Laitz) är en by i nordvästra Estland. Den ligger i Saue kommun och i landskapet Harjumaa, 30 km sydväst om huvudstaden Tallinn. Före kommunreformen 2017 låg Laitse i Kernu kommun. Antalet invånare var 412 år 2011.
Laitse ligger utmed riksväg 9 som förbinder Hapsal med Tallinn. I byns nordöstra utkant rinner vattendraget Vasalemma jõgi, namngiven efter den närliggande småköpingen Vasalemma. Laitse ligger 38 meter över havet och terrängen runt byn är platt. Runt Laitse är det glesbefolkat, med 9 invånare per kvadratkilometer. Närmaste större samhälle är Keila, 11 km norr om Laitse. I omgivningarna runt Laitse växer i huvudsak blandskog.
Herrgården i Laitse uppfördes år 1630. Den var bland annat i den tysk-baltiska adelssläkten von Uexkülls ägo. Nuvarande byggnad uppfördes 1890-1892 av Woldemar von Uexküll i nygotisk stil och av lokal kalksten.